# NForce
nForce – rodzina chipsetów produkowanych przez firmę Nvidia od 2001 roku, montowanych na płytach głównych. Ostatni model miał premierę w 2009 roku.

## Serie chipsetów

### nForce
Pierwsza seria chipsetów w wersji 220, 415 i 420 przeznaczona była dla mikroprocesorów AMD Athlon i Duron. Chipsety 220 i 420 posiadały zintegrowaną kartę graficzną klasy GeForce 2 MX.

### nForce2
Seria chipsetów dla płyt głównych z podstawką A procesorów firmy AMD wspierała pamięć DDR SDRAM. Część z chipsetów miała zintegrowaną kartę graficzną klasy GeForce 4 MX.

### nForce3
Seria chipsetów wspierających procesory AMD Athlon 64. Występowały w odmianach Pro150 (Socket 754), 250 (Socket 754), 250 GB (Socket 754), Ultra (Socket 939), Pro250 (Socket 940).

### nForce 700
Wprowadzona w 2008 roku seria chipsetów przeznaczona do współpracy z procesorami Intel Core 2 i AMD Phenom. Jednym z typów jest NForce 790i SLI.

### nForce Professional
Seria Professional 2000 i 3000 została wydana do współpracy z procesorami AMD Opteron.